# 井上寛治
井上 寛治（いのうえ かんじ）は、日本の医学者。京都大学医学部附属病院・臨床教授。

## 来歴
岡山県倉敷市生まれ、1970年京都大学医学部を卒業。大学病院の研修医時代にFogartyのバルーンカテーテルによる血栓除去術を見て、「簡単な1本のバルーンカテーテルが外科医の熟練した技量に勝り, しかも患者に与える侵襲もはるかに少ないという事実は, これから技量を磨き外科医として大成したいと強い希望を抱いていた自分に強い衝撃を与え, 以後バルーンカテーテルに興味を抱くようになった」と述べている。また井上が胸部外科での研修を始めた1973年当時は開胸による非直視下僧帽弁交連裂開術が盛んに行われていたがバルーンカテーテルを用いれば同等の成果が得られるのではないかと考え、1975年よりイノウエバルーンの開発に着手した。
井上は僧帽弁狭窄症に対してイノウエバルーンを用いた経皮経静脈的僧帽弁交連裂開術(Percutaneous Transvenous Mitral Commissurotomy : PTMC)を全世界に普及させた。現在は"大動脈弁狭窄症に対するTAVI治療"、"僧帽弁閉鎖不全症に対するマイトラクリップ"、など多くの構造心疾患に対するカテーテル治療が普及したが構造心疾患に対するカテーテル治療の道を切り開いたのは井上である。
現在は京都市にPTMC研究所を設立しステントグラフト、フィルター保護デバイスなどの開発の傍ら国内外の後進の指導にあたっている。特にステントグラフト治療はその黎明期から開発を行っており分枝型のステントグラフトの臨床応用に世界で初めて成功した。
先進国ではリウマチ熱の減少により僧帽弁狭窄症の患者は激減したが、アジア、アフリカなどの発展途上国ではいまだに多くの患者が未治療であり現在もそれらの国に渡航しPTMC治療の指導に当たっている。

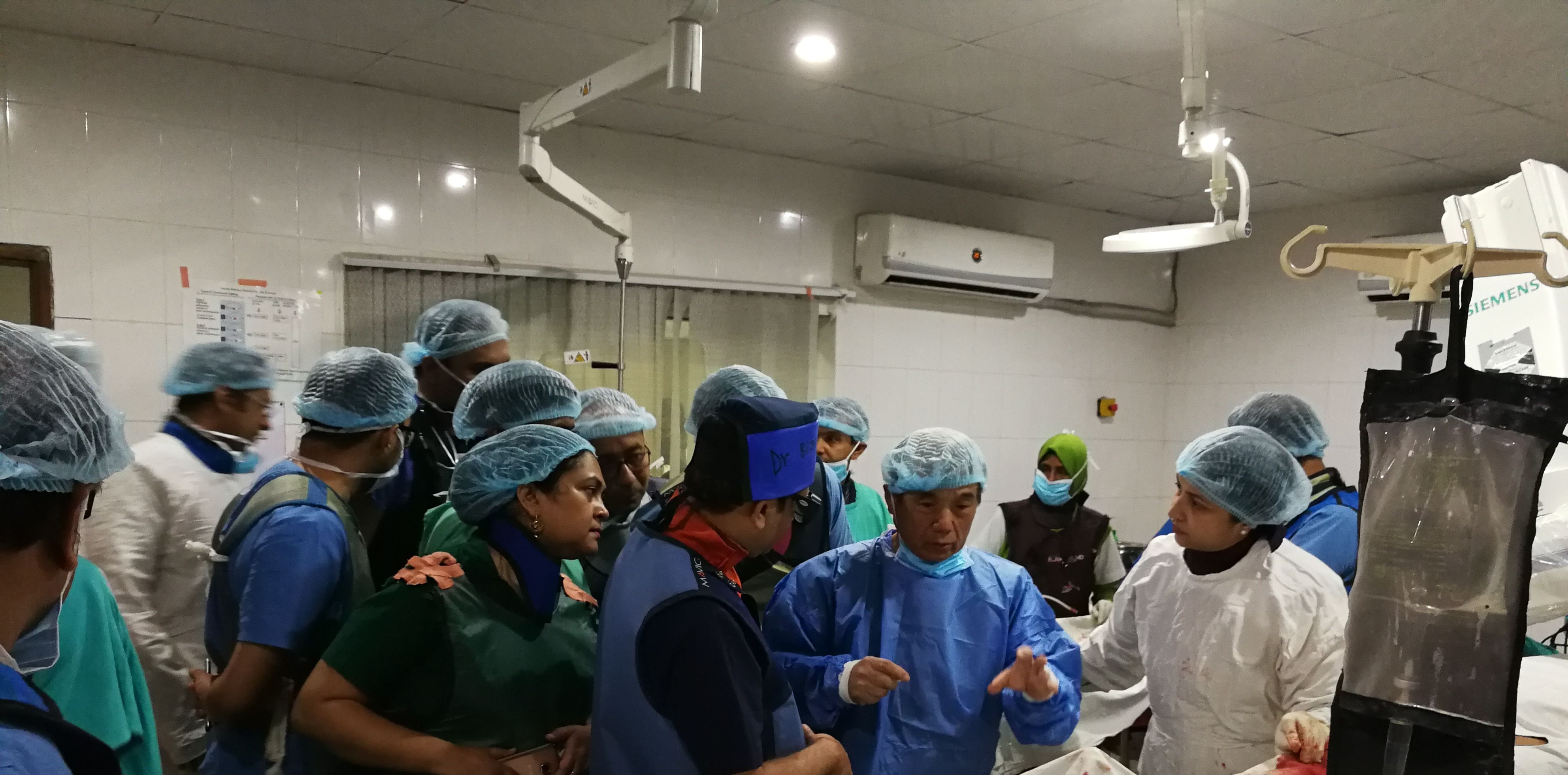
2018年11月 バングラデシュ国立循環器病センターでのPTMC指導

## イノウエバルーンについて
イノウエバルーンの開発は大学などの研究施設ではなく民間病院である高知市立市民病院において行われた。通常、医療機器の開発は大学病院や大手医療機器メーカーにおいて行われるが一般病院で独自に開発がなされたという点でイノウエバルーンは特殊である。    
高知市民病院は麻酔科が実験室を持っており、研究を行っていた。井上は麻酔科にお願いして、週1回実験室を借り、勤務時間外の午後6時以降から朝の2-3時まで単独で実験を行いその結果イノウエバルーンの開発に成功した。イノウエバルーンの開発はほぼ独力で行われ縫製などは井上の妻が行っていた。        
その業績は経皮的経管的冠動脈形成術 (Percutaneous Transluminal Coronary Angioplasty,PTCA) を開発したAndreas Gruentzigや経皮的大動脈弁置換術 (Transcatheter Aortic Valve Implantation: TAVI, あるいはTranscatheter Aortic Valve Replacement: TAVR)を開発したAlain Cribierにも匹敵するといわれる。
イノウエバルーン開発から普及の過程は下記のようになる。
- 1975年 開発に着手
- 1976年 砂時計型のバルーンプロトタイプを完成
- 1977年 動物実験で有効性を検証
- 1978年 僧帽弁置換術の際に摘出した僧帽弁で有効性を検証
- 1979年 開胸僧帽弁交連切開術の術中にイノウエバルーンを用いる
- 1982年 初回臨床応用
- 1984年 Journal of Throcic and Cardiovascular Surgeryに6例の初期治療成績を発表[16]

この発表は大きな反響を呼び、世界各国から問い合わせの郵便が届き、その中に中国広東省人民医院心血管研究所から臨床指導の依頼もあった。日本では臨床応用の開始から3年間で11症例しか経験できなかったので、井上は喜んでその招待に応じた。井上は妻と自宅で自作した20本のイノウエバルーンを持参し5例のPTMC治療を現地で行い、残りのバルーンは現地に置いて帰った。現地の医師がそのバルーンを用いて引き続いて治療を行った。イノウエバルーンの臨床応用は日本国内で行われていたが、周囲の反応は冷淡であり症例の登録が伸びず井上自身もイノウエバルーンの普及を諦めかけていたがこの中国における治療が転機となった。

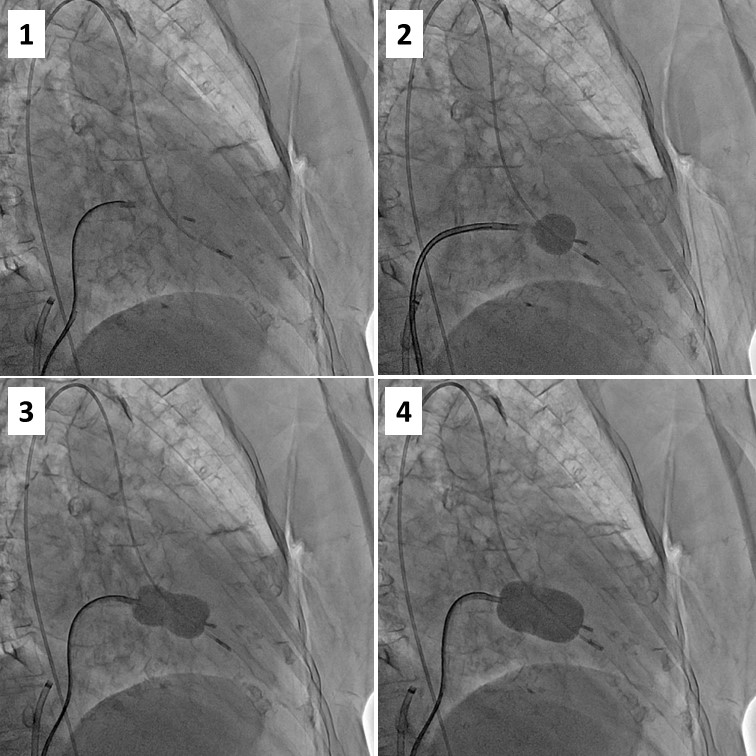
イノウエバルーンの段階的な拡張 1．左房内に挿入されたイノウエバルーン、2. 遠位部分のみ拡張された状態、3. 近位部も拡張、4．狭窄した弁を拡張し交連部切開を行う

- 1986年 AHA（米国心臓病学会）でそれまでの臨床成績を発表

1986年のAHA発表時は"僧帽弁狭窄症に対するバルーン治療は多くの発表が出されていて，ものすごい反響でした．私は発表者なのに通路に人が座っていて会場に入れない．みんなが「この人は発表者だから通してあげてくれ」といってくれて，やっと入れました．"と述懐している。AHAでの発表をみた日本国内の医師は次々と井上を自施設へ招聘しPTMC治療を行い、イノウエバルーンを用いたPTMC治療は爆発的に普及していった。井上を招聘した医師には小倉記念病院の延吉正清、湘南鎌倉病院の齋藤滋、倉敷中央病院の光藤和明など後に日本を代表することになる循環器内科医が多く含まれていた。国外からも招聘の依頼が相次ぎ、井上は最終的には世界中の35か国を回りPTMCの指導を行った。
- 1988年 ヨーロッパ各地でlive demonstration を行う、日本で保険適応となる
- 1994年 FDA認可
- 1998年米国心臓病学会のガイドラインでMSに対する第一選択治療となる

イノウエバルーンは井上が独自に開発したバルーンであり下記のような特徴を持つ。
1. ガイドワイヤーを先行させることなくスタイレットにより操作を行い左房から左室へ挿入することが可能である
2. 砂時計型の構造を持ちスリップを予防し確実な拡張を可能とする
3. 3層構造を持ち耐圧性を高めている
4. ストレッチチューブによりバルーンを進展させることにより細径化することが可能である

これらの特徴はイノウエバルーンに独特でありその後開発された各種バルーンカテーテルにその特徴は継承されておらずイノウエバルーンの設計上の独自性が際立っている。
現在では日本循環器学会、欧州心臓病学会、米国心臓病学会いずれのガイドラインでも症候性僧帽弁狭窄症に対する第一選択の治療法はPTMCであり、最も多く使用されているバルーンはイノウエバルーンである。